# Алексо Джорлев
Александър Гичев Джорлев известен като Алекси, Леко Банички и Алексо Жарле (Дзоле), е български революционер, лерински войвода на Вътрешната македоно-одринска революционна организация.

## Биография
Алексо Джорлев е роден в леринското село Баница, тогава в Османската империя. Влиза във ВМОРО през 1902 година и е охрана на Смилевския конгрес. Бързо става местен войвода. Преди 1903 година убива Кирякос Кочев, баща на Пандил и Костадин, които по-късно убиват като отмъщение баща му Гиче и бягат в Канада.
През Илинденско-Преображенското въстание Алексо Джорлев ръководи Леринския революционен район, заедно с Лечо Настев и Тане Дзолев. В отряда на Алексо Джорлев влизат 250 души с ловджийски пушки, пушки „Гра“, брадви и коси. Те са от Попължани с войвода Никола Ангелов и от селата Върбени, Неокази с Кръсте Льондев, Крушоради, Хасаново с Цвятко (Цветан) Шалапанов, Секулево с Ило Марчев, Горно и Долно Каленик с Ристо Шината, Сович, Сетина, Попадия и други. Още с него са Ило Гъсков от Баница,
В първата нощ от въстанието прекъсват телеграфните жици между Лерин и Битоля, запалват турските кули в селата Върбени, Каленик и други. Заедно с Лечо Настев преминават в Мариово за месец, където действат с Никола Русински.
Въстанието в района започва на 7 август (нов стил) край Горничево като четниците изтласкват 800 турски войници и убиват 50 от тях. След сражения при Неокази, Сетина, Секулево въстаниците овладяват цяла Нидже планина. На 28 август (стар стил) четниците дават сражение при Душегубец и се оттеглят. Оттогава е и народната песен:
| „ | На киндия помощ стигна, от Барбешка планина. Вика Леко Джорлев: - Не се бойте, наши братя, яз сом тука на помощ. Бой се почна, бой ужасен мегю турци и комити. Пушки пукат, бомби гърмат, турци викат: „Аллах, Аллах“! „Ура“ – викат комити. | “ |

След въстанието е един от малкото войводи, които остават в Македония и допринася за възстановяването на дейността на организацията в Леринско. През 1904 година Алексо Джорлев е заловен и затворен в Солунския централен затвор с други дейци на ВМОРО. По-късно е изпратен на вечно заточение във Фезан в Африка. След Младотурската революция в 1908 година е амнистиран.
По време на Балканската война е войвода на партизанска чета №9 от Македоно-одринското опълчение, съставена от 15 души от Леринско, Преспанско и Солунско. Влиза в отряда на Васил Чекаларов, действащ в тила на турската армия в Македония и участва в сраженията при Копаница. Обединените чети на Павел Христов, Марко Иванов, Христо Цветков, Алексо Джорлев и други, подпомагани от въоръжената милиция, след упорити сражения с турските войски освобождават през октомври 1912 година Вощарани, Забърдени, Секулево, Върбени и град Лерин.
| Чета № 9 на МОО с командир Алексо Джорлев | Чета № 9 на МОО с командир Алексо Джорлев | Чета № 9 на МОО с командир Алексо Джорлев | Чета № 9 на МОО с командир Алексо Джорлев | Чета № 9 на МОО с командир Алексо Джорлев | Чета № 9 на МОО с командир Алексо Джорлев |
| Номер                                     | Име                                       | Години                                    | Околия                                    | Селище                                    | Бележка                                   |
| ----------------------------------------- | ----------------------------------------- | ----------------------------------------- | ----------------------------------------- | ----------------------------------------- | ----------------------------------------- |
|                                           | Георги Кръстен Андонов                    |                                           | Битолско                                  | Цапари                                    |                                           |
|                                           | Георги Ставрев                            |                                           | Битолско                                  | Цапари                                    |                                           |
|                                           | Дельо Колев                               |                                           | Леринско                                  | Арменово                                  |                                           |
|                                           | Дельо Нолев                               |                                           | Леринско                                  | Арменово                                  |                                           |
|                                           | Мице Мандзов                              |                                           | Леринско                                  | Суровичево                                |                                           |
|                                           | Пандил Георгиев                           |                                           | Леринско                                  | Пътеле                                    |                                           |
|                                           | Пандо (Панто) Павлев                      |                                           | Битолско                                  | Дихово                                    |                                           |
|                                           | Петър Василев                             |                                           | Леринско                                  | Неред                                     |                                           |
|                                           | Петър Геогиев                             |                                           | Битолско                                  | Дихово                                    | убит на 21 октомври 1912 г.               |
|                                           | Тодор Щерев                               |                                           | Солунско                                  | Киречкьой                                 |                                           |
|                                           | Христо Пройков                            |                                           | Леринско                                  | Суровичево                                |                                           |

Алексо Джорлев умира в 1914 година.